# 马克斯·普朗克数字图书馆
马克斯·普朗克数字图书馆（Max Planck Digital Library，简称 MPDL）坐落于德国慕尼黑，是隶属于马克斯·普朗克学会（Max-Planck-Gesellschaft，简称MPG）的一个核心机构。该机构旨在为所有马克斯·普朗克研究所（Max-Planck-Institut，简称MPI）的科研人员提供信息咨询、数据管理和学术出版等领域的服务与支持。此外，马克斯普·朗克数字图书馆负责马普学会信息系统的开发与运营，并为全球范围内所有马普所搭建高效的信息共享平台。因此，该机构并非常规意义上的图书馆，而是一个为科研工作和马克斯·普朗克学会提供广泛信息技术服务的中心。 
目前，马克斯·普朗克数字图书馆共设有三个部门：

MPDL 信息部门 （MPDL Information），为马普所的科研人员提供电子信息资源。与出版机构、学术期刊等内容供应商保持紧密的沟通与协作。

MPDL 归档部门 （MPDL Collections），负责科研数据的分析、管理与维护。并为马普学会的应用程序、搜索引擎、网站等提供技术支持。

MPDL 数字实验室 （MPDL Digital Labs），持续开发新颖的科研工具，以优化科研人员的工作体验，促进科学家之间的开放式交流。 
随着数字化时代的到来，马克斯·普朗克数字图书馆已经成为欧洲最大的科研信息管理平台之一，并为马克斯·普朗克学会在国际科研领域的竞争力提升做出了重大贡献。